# Tom Hughes (cầu thủ bóng đá)
Thomas Hughes (1892 - 1 tháng 7 năm 1916) là một cầu thủ bóng đá người Anh thi đấu ở Football League cho Newcastle United.

## Thống kê sự nghiệp
| Câu lạc bộ          | Mùa giải            | Giải quốc nội       | Giải quốc nội | Giải quốc nội | Cúp FA  | Cúp FA    | Tổng    | Tổng      |
| Câu lạc bộ          | Mùa giải            | Hạng đấu            | Số trận       | Bàn thắng     | Số trận | Bàn thắng | Số trận | Bàn thắng |
| ------------------- | ------------------- | ------------------- | ------------- | ------------- | ------- | --------- | ------- | --------- |
| Newcastle United    | 1912-13             | First Division      | 2             | 0             | 0       | 0         | 2       | 0         |
| Tổng cộng sự nghiệp | Tổng cộng sự nghiệp | Tổng cộng sự nghiệp | 2             | 0             | 0       | 0         | 2       | 0         |